# Dasiops rugifrons
Dasiops rugifrons är en tvåvingeart som först beskrevs av Willi Hennig 1948.  Dasiops rugifrons ingår i släktet Dasiops och familjen stjärtflugor.
Artens utbredningsområde är Venezuela. Inga underarter finns listade i Catalogue of Life.